# Grup finit
En matemàtiques, un grup finit és un grup constituït per un nombre finit d'elements, és a dir, que té cardinal finit.

## Introducció
Sigui G un grup. Es nota la seva llei multiplicativement i 1 el seu element neutre, excepte en el cas on G és abelià, on la llei (respectivament l'element neutre) es nota de manera additiva (respectivament 0).
Es diu que G és un grup finit si el seu cardinal és finit. Llavors el cardinal es nota card G i s'anomena ordre del grup.
Se suposarà en la resta d'aquest text que G és un grup finit.
Sigui g un element de G. Com que G és finit, el principi de Dirichlet (o del colomar) permet demostrar que el conjunt {\displaystyle E_{g}=\{k\in \mathbb {N} \ |\ g^{k}=1\}} no és buit. Admet per tant un element que és el més petit de tots, que s'anomena l'ordre de {\displaystyle g}.
Compte amb el risc de confusió, aquí el terme ordre designa de manera successiva dos conceptes diferents, però hi ha en tot cas un vincle, veure més endavant (grup cíclic).
L'ordre {\displaystyle d} d'un element {\displaystyle g} posseeix una propietat aritmètica molt útil (que prové directament de la divisió euclidiana):
Sigui {\displaystyle n} un enter no nul tal com {\displaystyle g^{n}=1} llavors {\displaystyle d} divideix {\displaystyle n}.
Un subconjunt {\displaystyle S} de {\displaystyle G} genera aquest grup si tots els elements de {\displaystyle G} s'escriuen com un producte d'elements o d'inversos d'elements de {\displaystyle S}. El conjunt {\displaystyle S} s'anomena una part generadora de {\displaystyle G}.
Com que {\displaystyle G} és finit, l'invers d'un element {\displaystyle g} és una potència de {\displaystyle g} (més precisament, es té {\displaystyle g^{-1}=g^{d-1}}, on {\displaystyle d} designa l'ordre de {\displaystyle g}). És per tant que una subclasse {\displaystyle S} de {\displaystyle G} és una part generadora si i només si tot element de {\displaystyle G} és un producte d'elements de {\displaystyle S}.
Un grup finit generat per un singletó {g} s'anomena cíclic. Per abús del llenguatge, es diu que l'element g genera {\displaystyle G}, i es nota llavors {\displaystyle G=\langle g\rangle }. És fàcil verificar que tal grup és necessàriament abelià.
Fixem-nos que, en aquest cas, l'ordre de G és igual a l'ordre d'un dels seus generadors.
Tots els elements d'un grup finit G tenen un ordre inferior o igual al cardinal de G.
Un resultat fonamental en l'estudi dels grups finits és el teorema de Lagrange:
Sia {\displaystyle G} un grup finit i {\displaystyle H} un subgrup de {\displaystyle G}, llavors l'ordre de {\displaystyle H} divideix l'ordre de {\displaystyle G}.

Una conseqüència immediata és que si G és un grup finit, si m=card G, llavors si {\displaystyle g\in G,g^{m}=1}.
(considerar el subgrup engendrat per g)

## Paritat de l'ordre i involució
L'ordre d'un grup finit que no té involució (element d'ordre 2) és senar, en efecte el nombre d'elements diferents del neutre és parell.
Recíprocament si el seu ordre és senar' no té involució, en efecte si posseeix almenys una involució, segons el Teorema de Lagrange, el seu ordre és parell.
En conclusió l'ordre d'un grup finit és 
- senar si i només si no té involució.
- 'parell si i només si posseeix almenys una involució.

En el cas on l'ordre és parell el nombre d'involution(s) és senar.

## Exemples
Heus aquí alguns exemples clàssics de grups finits:
- El grup de les arrels n-èsimes de la unitat: {\displaystyle (\mathbb {U} _{n},\cdot )} on {\displaystyle \mathbb {U} _{n}=\{e^{\frac {2ki\pi }{n}},0\leq k\leq n-1\}};

- Les classes de residus mòdul n: {\displaystyle (\mathbb {Z} /n\mathbb {Z} ,+)};

- Els grups simètrics: {\displaystyle ({\mathfrak {S}}_{n},\circ )}grups de les bijections d'un conjunt finit en ell mateix;

- Grups dièdrics, {\displaystyle (D_{n},\circ )}: grups de les isometries planes que conserven un polígon regular de n costats;

- El grup dels quaternions;

- El grup de Klein.

Els dos primers exemples designen de fet el mateix grup. Per comprendre el que s'entén per mateix, s'introduirà la noció de morfisme de grup.

## Morfismes de grup
Consultar també l'article homomorfisme de grup
Quan dos grups són isomorfs, són idèntics des del punt de vista de la teoria dels grups.
L'estudi dels morfismes de grup és per tant important per a la comprensió dels grups. Les branques de la teoria de grups finits, com la teoria de les representacions d'un grup finit, Es consagren completament a aquesta activitat.
Per exemple, els grups {\displaystyle (\mathbb {Z} /n\mathbb {Z} ,+)} i {\displaystyle (\mathbb {U} _{n},\cdot )} són isomorfs.
Per demostrar-ho, n'hi ha prou amb verificar que l'aplicació {\displaystyle f:(\mathbb {Z} /n\mathbb {Z} ,+)\longrightarrow (\mathbb {U} _{n},\cdot )} definida per 
{\displaystyle f({\overline {k}})=e^{\frac {2ki\pi }{n}}}
és un isomorfisme de grup.
Dir que aquests grups són isomorfs significa que són idèntics: totes les propietats d'un es troben en l'altre. Per tant, en teoria de grups, no s'estudiaran més que les propietats d'un sol d'aquests dos grups (el que es vulgui).

## Teorema de Wilson
En un grup  abelià finit el producte dels elements és igual 
- al neutre si el seu ordre és senar
- al producte de les involucions si el seu ordre és parell

Per al grup {\displaystyle ((\mathbb {Z} /p\mathbb {Z} )^{*},\cdot )}, amb {\displaystyle p} primer senar, es troba el Teorema de Wilson clàssic.
En efecte, l'ordre, que és igual a {\displaystyle p-1}, és parell i l'única involució és {\displaystyle p-1}.

## Producte directe - Producte semidirecte
A Partir de dos grups finits {\displaystyle H} i {\displaystyle K}, es pot construir un nou grup: el producte directe extern de {\displaystyle H} per {\displaystyle K}; més generalment, si es dona a més un morfisme {\displaystyle f:K\to {\hbox{Aut}}H}, llavors es pot construir el producte semidirecte extern de H per K seguint f. Són grups finits, de cardinal (card 'H)⋅(card K).
Llavors es presenta una qüestió natural: si {\displaystyle G} és un grup, a quina condició {\displaystyle G} és un producte directe intern (o un producte semidirecte interna) de dos subgrups {\displaystyle H} i {\displaystyle K}?
Es dona un criteri que respon a aquesta qüestió. Es posa {\displaystyle HK=\{hk\ |\ h\in H,k\in K\}} (atenció, aquest subconjunt de {\displaystyle G} en general no és un grup).

Producte directe intern
Un grup {\displaystyle G} és producte directe intern de dos subgrups {\displaystyle H} i {\displaystyle K} si i només si:
- Els grups {\displaystyle H} i {\displaystyle K} són distingits en {\displaystyle G},
- {\displaystyle H\cap K=\{1\}},
- {\displaystyle \displaystyle G=HK}.

Producte semidirecte intern
Un grup {\displaystyle G} és produït semidirecte intern de dos subgrups {\displaystyle H} i {\displaystyle K} si i només si:
- El grup {\displaystyle H} és distingit en {\displaystyle G},
- {\displaystyle H\cap K=\{1\}},
- {\displaystyle \displaystyle G=HK}.

Quan {\displaystyle G} és finit, es pot fer servir la igualtat combinatòria següent:
{\displaystyle \operatorname {card} (HK)={\frac {(\operatorname {card} H)(\operatorname {card} K)}{\operatorname {card} (H\cap K)}}.}
Així, en el cas que G és finit, els dos criteris es veuen considerablement simplificats. En efecte si es verifiquen els dos primers punts del criteri, llavors el tercer punt es pot reemplaçar per card G = (card H)(card K).

Entre els exemples donats damunt, es pot mostrar que el grup de Klein és isomorf al producte directe {\displaystyle \mathbb {Z} /2\mathbb {Z} \times \mathbb {Z} /2\mathbb {Z} }. El grup dièdric és isomorf al producte semidirecte de {\displaystyle \mathbb {Z} /n\mathbb {Z} } per {\displaystyle \mathbb {Z} /2\mathbb {Z} }.
S'ha vist que tot grup cíclic és abelià. El grup de Klein mostra que el recíproc és fals. Tanmateix es té el resultat destacable següent:
Tot grup abelià finit és un producte directe de grups cíclics.

## Subgrups de Sylow
Sigui {\displaystyle G} un grup finit d'ordre {\displaystyle n}, sigui {\displaystyle p} un divisor primer de {\displaystyle n}, sigui {\displaystyle p^{r}} la major potència de {\displaystyle p} que divideix {\displaystyle n}, de manera que {\displaystyle n=p^{r}m}, {\displaystyle m} és un enter no divisible per {\displaystyle p}. Es diu {\displaystyle p}-subgrup de Sylow de {\displaystyle G} tot subgrup d'ordre {\displaystyle p^{r}} de {\displaystyle G}.

es demostren els enunciats següents (teoremes de Sylow):
1. tot {\displaystyle p}-subgrup de {\displaystyle G}, és a dir tot subgrup de {\displaystyle G} l'ordre del qual és una potència de {\displaystyle p}, està contingut en almenys un {\displaystyle p}-subgrup de Sylow de {\displaystyle G}; en resulta que els {\displaystyle p}-subgrups de Sylow de {\displaystyle G} són els elements màxims del conjunt dels {\displaystyle p}-subgrup de {\displaystyle G}, és per això que certs autors els defineixen;
2. els {\displaystyle p}-subgrups de Sylow de {\displaystyle G} són conjugats entre ells ;
3. el seu nombre és congruent amb 1 mòdul {\displaystyle p} ;
4. aquest nombre divideix el factor {\displaystyle m} definit més amunt.

Els subgrups de Sylow són un instrument essencial en l'estudi dels grups finits.

## Classificació dels grups finits
Es troben nombroses estructures de grups finits per natura molt diferents. A aquest efecte, l'estudi dels grups finits és ric i complicat. Un enfocament natural per abordar aquesta teoria seria de donar una classificació dels grups finits, és a dir, una llista de famílies de grups descrivint, tret d'isomorfismes, tots els grups finits. Aquest problema és molt ardu. D'altra banda actualment no s'és capaç de produir tal llista.
S'aporten amb tot alguns elements de resposta. En el cas on l'agrupi és abelià, la teoria és perfectament coneguda. Es generalitza fins i tot als grups abelians de tipus finit. Si no, s'introdueixen grups d'un tipus particular: els grups simples. S'intenta captar el paper primordial que tenen i comprendre com, en certa manera, permeten aprehendre la classificació dels grups finits. Abans, cal introduir algunes nocions.

Sigui {\displaystyle G} un grup finit, s'anomena successió normal de {\displaystyle G} tota successió finita estrictament decreixent (en el sentit de la inclusió) de subgrups:
{\displaystyle \{1\}=G_{n}\subset G_{n-1}\subset \ldots \subset G_{1}\subset G_{0}=G}
tal que {\displaystyle G_{i}} és un subgrup distingit de {\displaystyle G_{i-1}}.
Una successió normal s'anomena de descomposició si és màxima. El grup {\displaystyle G_{i}} és distingit en {\displaystyle G_{i-1}}, té sentit considerar el grup quocient {\displaystyle G_{i-1}/G_{i}} (notat {\displaystyle F_{i}} en la successió). Els grups {\displaystyle F_{i}} que apareixen en aquesta construcció s'anomenen els factors de descomposició de la successió.
La maximalitat de la successió de descomposició arrossega immediatament que són simples.
D'altra banda, un teorema de Jordan-Hölder afirma que dues successions de descomposició de {\displaystyle G} tenen (tret d'isomorfismes) els mateixos factors de descomposició. (Atenció, poden no aparèixer en el mateix ordre).
Així, a tot grup finit {\displaystyle G}, se li pot associar una successió de grups simples  {\displaystyle (F_{1},\ldots ,F_{n})}.
Aquesta successió no caracteritza el grup {\displaystyle G} (el que és una llàstima, si no s'hauria portat completament l'estudi dels grups finits i de la seva classificació a la dels grups simples!). Es pren per convèncer-se'n el cas del grup cíclic amb 4 elements {\displaystyle \mathbb {Z} /4\mathbb {Z} } i del grup de Klein (isomorf a {\displaystyle \mathbb {Z} /2\mathbb {Z} \times \mathbb {Z} /2\mathbb {Z} }). Aquests dos grups tenen la mateixa successió de factors de descomposició {\displaystyle (\mathbb {Z} /2\mathbb {Z} ,\mathbb {Z} /2\mathbb {Z} )} sense ser però isomorfs.

Tanmateix té una molt forta influència sobre la seva estructura. Es pot citar per exemple l'estudi dels grups resolubles (és a dir, en el cas finit, dels grups els factors de descomposició del qual són grups cíclics d'ordre primer).

S'arriba de manera natural a una qüestió capital en teoria dels grups finits, coneguda sota el nom del problema de l'extensió que s'enuncia per:
Donats dos grups finits {\displaystyle H} i {\displaystyle K}, quins són els grups finits {\displaystyle G} tals que 
- {\displaystyle H} és isomorf a un subgrup distingit de {\displaystyle G} (que es nota sempre {\displaystyle H}).

- {\displaystyle G/H\simeq K}.

Els grups {\displaystyle G} solucions d'aquest problema s'anomenen les extensions de {\displaystyle H} per {\displaystyle K}.

Els productes directes i semidirectes són exemples de solucions al problema de l'extensió. Tanmateix, desgraciadament no tota solució del problema de l'extensió es presenta sota la forma d'un producte directe o d'un producte semidirecte. Es pot veure per exemple amb el grup dels quaternions, que és una extensió de {\displaystyle \mathbb {Z} /4\mathbb {Z} } per {\displaystyle \mathbb {Z} /2\mathbb {Z} } sense ser però un producte directe o un producte semidirecte.
Suposant un instant que se sàpiga resoldre el problema de l'extensió en general. Llavors se seria capaç de reconstruir tots els grups finits a partir dels grups simples (resolent el problema de l'extensió pas a pas a partir d'una successió de grups simples - que es faria llavors la successió de factors de descomposició del grup construït).
El problema de l'extensió apareix per tant com una mena de recíproc al d'associar a un grup finit una successió de factors de descomposició.
Aquest enfocament mostra que l'estudi dels grups finits porta a:
- L'estudi dels grups simples.

- El problema de l'extensió.

Així els grups finits simples apareixen com els maons elementals de la teoria dels grups finits (es pot fer l'analogia amb els nombres primers en teoria dels enters! Atenció amb tot, la successió dels factors primers d'un nombre sencer caracteritza completament el nombre, cosa que no és el cas dels grups simples per als grups finits com s'acaba de veure!)

El 1981, després de més de mig segle de treball acarnissat i alguns milers de pàgines de demostració, la comunitat matemàtica dona una classificació dels grups finits simples. Més precisament, tot grup finit simple pertany a una de les famílies següents:
- els grups cíclics l'ordre dels quals és un nombre primer.

- els grups de Chevalley.

- els grups alternats {\displaystyle {\mathfrak {A}}_{n}}, amb {\displaystyle n\geq 5}.

- els grups esporàdics, dels que n'hi ha 26.